# Rollin Sprague Building
El Rollin Sprague Building, también conocido como Old Stone Store, es un edificio comercial ubicado en 300 Main Street en la ciudad de Rochester, una ciudad del área metropolitana de Detroit en el estado de Míchigan (Estados Unidos). Fue incluido en el Registro Nacional de Lugares Históricos en 1999. Es un raro ejemplo de construcción de adoquines curvados, y es el único edificio comercial conocido en Míchigan que presenta este tipo de construcción.

## Historia
Rollin Sprague nació en el condado de Ontario, en el estado de Nueva York en 1806. Se mudó con su familia al condado de Oakland en 1821 y en 1831 era un médico local. En ese año, abrió además una farmacia en Rochester en sociedad con su suegro, David Cooper. La farmacia estaba ubicada en lo que anteriormente fue la primera escuela de la localidad, y permaneció en ese edificio hasta 1849, cuando Sprague encargó la construcción del actual inmueble. Lo construyó fue Thomas Anscomb, un albañil nacido en Inglaterra que vivía en Troy Township.
Sprague murió en 1872 y dejó su negocio a su esposa, Adeline Cooper Sprague. Continuó operándolo hasta 1875, cuando se lo vendió a Barnes & Goodison, quien lo operó como una tienda general. En 1899 se remodeló la fachada frontal. Barnes & Goodison continuó usándolo como tienda de productos secos y farmacia hasta 1904. Más tarde albergó un concesionario de automóviles y una lechería. En 1947, Harry Schaefer y Donald Bennett abrieron la panadería Scha-Ben, que más tarde se convirtió en Home Bakery. La panadería ocupa el edificio desde entonces.

## Descripción
El Rollin Sprague Building es un edificio comercial de dos pisos con fachada a dos aguas con paredes de construcción de adoquines. La construcción reposa en un zócalo. Las paredes traseras y laterales son de adoquines con cuñas en las esquinas, mientras que la fachada frontal reproduce una fachada de metal prensado de finales de la época victoriana construida en 1899. La fachada original era probablemente de estilo neogriego, construida con adoquines curvados de la misma manera que los lados y la parte trasera. La fachada actual presenta un solo escaparate en el primer piso, con cinco altas ventanas de doble guillotina en el segundo y una cornisa arriba.